# Мазаган
Мазаган (арап. الجديدة) је град на атлантској обали западног Марока, у покрајини Ел Јадида.
Град има изузетно не-маурски изглед са португалским зидовима прецизно сеченог камена . Наиме, Мазаган је изграђен као португалски град од 1502. до 1769. године, након чега је напуштен и његови становници су основали град Нови Мазагао у Бразилу. Овај утврђени град је "изузетан пример достигнућа ренаисансног идеалног града у португалском начину изградње под утицајем европских и мароканских култура", који је уписан на УНЕСКО-вој листи светске баштине у Африци 1996. године.
Данас је у граду највећи удео увоза (памук, шећер, чај и пиринач) и извоз (бадеми, пасуљ, кукуруз, вуна, восак и јаја).

## Историја
Португалаци су населили Мазаган 1502. године, иако је припадао њиховом протекторату од 1486. године. Једина грађевина коју су затекли био је торањ ел-Брија и након неколико година у импровизованим склоништима, Португалци су 1514. одлучили изградити утврду коју су дизајнирали браћа Францисцо и Диого де Аруда, који су већ градили друге утврде у мароканском Медину. После губитка Агидира 1541. године , Португалци су одлучили да ојачају град градским утврђењима. То је поверено групи инжењера коју су чинили Португалац Жоао Рибеиро, Шпанац Хуан Цастилло , и Италијан Бенедето да Равенна. До 1548. године, Мазаган је доживео брзи развој верских комплекса, а до краја века Мазаган је имао четири цркве и неколико капела.
Након неколико векова, 1769. године, због мировног споразума са марошким султаном Сиди Мухамад Бен Абдулах (од 1757.), португал је морао да напусти своје луке без икаквог услова. Главни улаз је миниран приликом одласка, где су многи Мароканци убијени у граду. Гувернеров бастион и велики део зидова су уништени. Мазаган је био празан готово пола века, а мароканци су га назвали ел-Махдоум ("Руина"). Средином деведесетих година Султан Мулај Абдурахман наредио је локалном пастору да поново изгради уништене зидове (у другачијем стилу од постојећег), да би изградио џамију и насели овај бивши град. Од тада се град зове Ел-Јадида ("Нови").
Џамија Ел Јадида постала је симбол окупљања, али некадашња верска места нису уништена. Муслимани, Јевреји, Мароканци и други живе заједно међу зидинама; португалска црква остала је читава испред џамије, иако се више није користила за верске службе, а синагоге су изграђене широм града. Верска и расна разноликост је још била интензивнија с доласком европских трговаца у другој половини 19. века. Французи су га назвали Ле Деаувиле Марокаин, идентификујући га са познатим француским фонтанама .

## Атракција
Облик португалског Мазагана заснива се на развоју артиљерије у ренесанси. Првобитно је имао пет бастиона, Анђеоски на истоку, Св. Себастијан на северу, Св. Антхони на зиду, Св. Дух на југу и гувернерски бастион на главном улазу који је уништен 1769. године. Такође, градски зидови имали су троје врата, са утврђеним луком на североистоку, на северозападу и главна врата са двоструким луковима и покретним мостом у центру јужних зидова. Током француске окупације, његов јарак је био преплављен и направљен је нови улаз који се наставио на главној улици, Руа де Цареира , све до моста. На овој улици налазе се најважније зграде попут католичке цркве Госпође из Вазнесења и градски резервоар . Цистерну је дизајнирао Јоао Цастилхо и састоји се од три просторије и четири ваљкаста торња : Торе да Цаде (који је служио као затвор) на западу, Торе де Ребате (данас минарет џамије) на северу, Торањ рода на истоку, и древни арапски торањ Ел -Пусти на југу. Испод зграде налази се огромна подрумска соба од цигле која је украшена ручним стилом . Из ове просторије водени канал води до цитаделе. На терасама су се налазила Капетанова резиденција, малена болница и мала Црква од које у остале само рушевине звоника .
Црква Госпина Узашашћа је жупна црква из 16. века, изграђена у једнобродни храм са сакристијом испод квадратичног звоника. Други хришћански верски комплекс је Капела св. Себастијан у истом бастиону.
Џамија је изграђена у 19. веку на месту црквеног трга који је био испред главног улаза у град.